# Huitán
Huitán – miasto w Gwatemali, w departamencie Quetzaltenango, położone około 40 km na północny zachód od stolicy departamentu miasta Quetzaltenango, oraz około 80 km na wschód od granicy państwowej z meksykańskim stanem Chiapas.  Miasto leży w górach Sierra Madre de Chiapas, na wysokości 2752 m n.p.m. Według danych szacunkowych w 2012 roku miejscowość liczyła 7 215 mieszkańców.

## Gmina Huitán
Jest siedzibą władz gminy o tej samej nazwie, która jest jedną z 24 gmin w departamencie. Gmina w 2012 roku liczyła 14 593 mieszkańców. Średnie wyniesienie nad poziom morza jest duże a na terenie jest kilka szczytów (Huitancito, Vixbén, Paxoj i Sibilia) wznoszących się ponad 3000 m n.p.m..
Gmina jak na warunki Gwatemali jest bardzo mała, a jej powierzchnia obejmuje 16 km². Ludność gminy utrzymuje się głównie z  rzemiosła artystycznego (50%), usług oraz z rolnictwa. W rolnictwie dominuje uprawa kukurydzy, pozyskiwanie kauczuku naturalnego, uprawa  jabłek, i fasoli. 
Klimat gminy jest równikowy, według klasyfikacji Wladimira Köppena, należy do klimatów tropikalnych monsunowych (Am), z wyraźną porą deszczową występującą od maja do października. Roczna suma opadów wynosi 3500 mm. Ze względu na wysokość nad poziom morza temperatury są umiarkowane i oscylują w granicach 8-23 °C. Większość terenu nieuprawianego pokryta jest dżunglą.